# Carl Deninger
Carl Friedrich Reinhard Den(n)inger (* 11. November 1800 in Idstein; † 16. September 1859 in Ostende oder Amsterdam) war ein hessischer Lederfabrikant und Abgeordneter der 1. Kammer der Landstände des Großherzogtums Hessen.

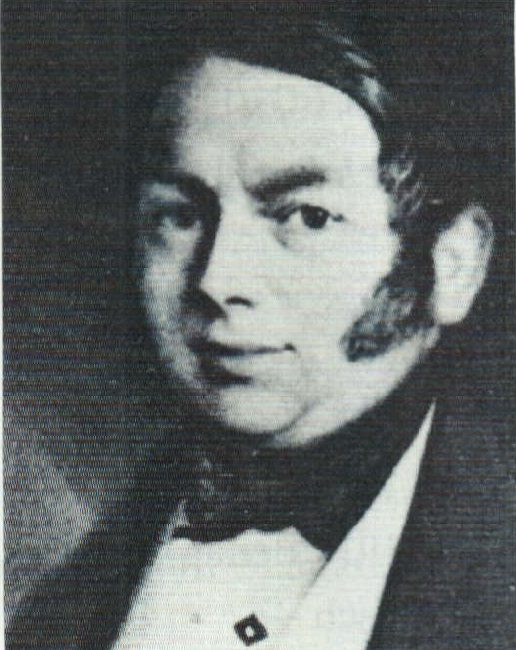
Carl Deninger

## Familie
Carl Deninger war der Sohn des Saffianfabrikanten Franz Xaver Deninger (1772–1849) und dessen Frau Wilhelmine Louise geborene Michel (1783–1850) aus Idstein. Er heiratete 1824 in Mainz Katharina Dahm (1809–1861) die Tochter des Händlers Carl Valentin Dahm (1777–1851) und der Margeth Aloisia geborene Schmitt (1784–1852). Sein Sohn Carl-Franz Deninger (1827–1895) wurde ebenfalls hessischer Landtagsabgeordneter.

## Ausbildung und Beruf
Carl Deninger erhielt in Idstein Privatunterricht. Nachdem die väterliche Firma Michel und Deninger 1811 nach Mainz verlegt worden war, erhielt er dort Privatunterricht. 1818 trat er in die väterliche Firma ein und wurde 1827 Teilhaber. 1834 fusionierte die Firma mit der Lederfabrik Hochgesand und Mayer zu Mayer, Michel und Deninger.
Er war Ideengeber für eine erste Industrieausstellung in Darmstadt im Jahre 1838. Er war Mitgründer und dreimal Präsident des Mainzer Gewerbevereins. 1842 war er Direktor der Ersten Deutschen Industrieausstellung in Mainz.

## Politik
Von 1842 bis 1848 war Carl Deninger Mitglied des Gemeinderates in Mainz, von 1851 bis 1856 vom Großherzog ernannter Abgeordneter der ersten Kammer der Landstände des Großherzogtums Hessen.